# Mexico op de Olympische Winterspelen 1984
Tijdens de Olympische Winterspelen van 1984 die in Sarajevo werden gehouden nam Mexico deel met 1 sporter. Er werden geen medailles verdiend. Het was de eerste keer sinds 1928 dat Mexico nog eens deelnam aan de Winterspelen.

## Deelnemers en resultaten

### Alpineskiën
| Olympiër               | Discipline       | Resultaat | Prestatie                        |
| ---------------------- | ---------------- | --------- | -------------------------------- |
| Hubertus von Hohenlohe | afdaling (m)     | 38e       | 1.51,57 (+5,98)                  |
| Hubertus von Hohenlohe | reuzenslalom (m) | 48e       | 3.10,09 (+28,91) 1.34,82+1.35,27 |
| Hubertus von Hohenlohe | slalom (m)       | 26e       | 2.08,17 (+28,76) 1.04,42+1.03,75 |

Andorra · Argentinië · Australië · België · Bolivia · Bondsrepubliek Duitsland · Britse Maagdeneilanden · Bulgarije · Canada · Chili · China · Chinees Taipei · Costa Rica · Cyprus · Duitse Democratische Republiek · Egypte · Finland · Frankrijk · Griekenland · Groot-Brittannië · Hongarije · IJsland · Italië · Japan · Joegoslavië · Libanon · Liechtenstein · Marokko · Mexico · Monaco · Mongolië · Nederland · Nieuw-Zeeland · Noord-Korea · Noorwegen · Oostenrijk · Polen · Puerto Rico · Roemenië · San Marino · Senegal · Sovjet-Unie · Spanje · Tsjecho-Slowakije · Turkije · Verenigde Staten · Zuid-Korea · Zweden · Zwitserland